# Marcel Martí
Marcel Martí Badenes (Alvear, 1925 - Palafrugell, Gerona, 11 de agosto de 2010) fue un escultor español nacido en Argentina.

## Biografía

### Primeros años
Nace en Alvear, Argentina, de padres son catalanes que en 1928 regresan a Barcelona. Marcel Martí comienza a dibujar a los 17 años, y pronto renuncia a seguir estudios superiores para dedicarse a la pintura. Al ver sus primeros dibujos, el pintor Pere Prat Ubach se ofrece a darle clases particulares. En 1946 su padre decide cederle un estudio adjunto al negocio familiar, después de que le encarguen las ilustraciones para un libro de poesía catalana. Solicita una beca para viajar a París pero no le es concedida. A partir de 1946 empieza a interesarse también por la escultura. 
En 1948 realiza su primera exposición en Barcelona en la Sala Caralt. Un cierto éxito de la misma le permite viajar a París, donde se integra en los círculos artísticos de la ciudad. En la Académie de la Grande Chaumière recibe lecciones de Ossip Zadkine, André Lhote y Paul Bornet.
En 1950 viaja por Suecia y por Italia, donde queda impresionado por la obra de Miguel Ángel. Tres años después participa en la exposición colectiva "Arte Actual", en Chile, y en la Exposición Municipal de Bellas Artes de Barcelona. Vuelve a exponer individualmente en la Sala Caralt. Su pintura se concentra cada vez más en la forma. A partir de esta fecha se dedica casi exclusivamente a la escultura.
Participa en la II Bienal Hispanoamericana y en el VIII Salón de Octubre de Barcelona en 1955. Tras una etapa figurativa, a partir de 1958 evoluciona hacia la abstracción. 
Ese año recibe el premio de escultura Manolo Hugué, y es seleccionado para la Exposición Nacional de Bellas Artes de Barcelona. Participa en el "Homenaje informal a Velázquez" en la Sala Gaspar de Barcelona, donde se encuentra entre otros a Canogar, Millares, Corberó, Ferrant, Narotzky, Planell, Ràfols-Casamada, Saura, Sempere, Subirachs y Vilacasas. 
En 1959 presenta en la Galería Syra de Barcelona su primera exposición de esculturas. A partir de ese momento trata de modificar su estilo, explorando formas más naturales y simbólicas. Se dedica casi exclusivamente al metal, con obras geométricas en las que predominan los ángulos y aristas. En 1960 nace su primer hijo, David, y gana el premio Julio González de escultura. Expone en el IX Salón de Mayo de Barcelona y en la colectiva "Arte Español en Taos", en California.

### Consolidación de su estilo

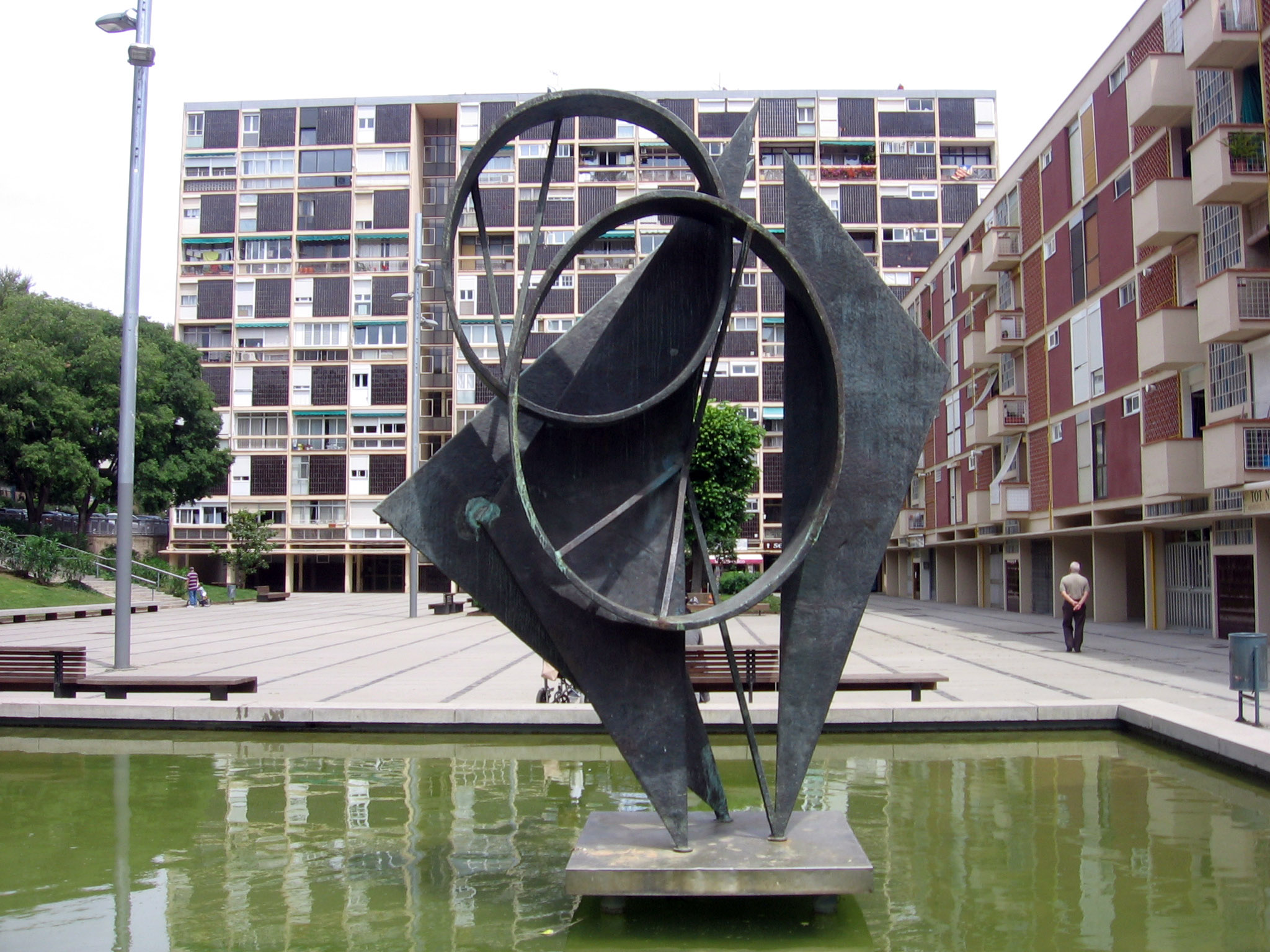
Ritmo y proyección (1961), Plaza de Montbau, Barcelona

En 1961 se instala una escultura suya en un jardín de Montbau, Barcelona; otros artistas seleccionados en la misma iniciativa son Subirachs, Angel Ferrant y Eudald Serra. Esta pieza constituye su primera obra monumental. Participa en las colectivas "O figura" y "El objeto" en la Sala Gaspar de Barcelona. 
Al año siguiente realiza la exposición individual en la Galería Grifé y Escoda de Barcelona. Participa en una colectiva en la Galería Marlborough de Londres y en International Sale of Contemporary Art de la misma ciudad. Dos años más tarde realiza exposiciones individuales en el Círculo de la Amistad en Córdoba, en la Sala del Prado de Madrid y en la Galería René Metrás de Barcelona. Además, es invitado a la "Semana de España" en Rabat, la "Exposición de Arte Español" en México, "Arte Español Contemporáneo" en Helsinki, "22 Artistas Españoles" en Fez y la XXXII Bienal de Venecia. 
En 1966 participa en "Exposición de Escultura Contemporánea" en el Museo Rodin de París y en el Art Centre de Milán. Un año después realiza una exposición individual en la Galería Lorenzelli de Bérgamo. Colabora en la "Spanische Kunst Heute" en la Stadische Kunstgalerie de Bochum, y en "Forma, Espai, Materia" en el Colegio de Arquitectos de Barcelona. 
En el año 1968 interviene en un gran número de exposiciones colectivas: en el Museo de Cuenca, en la Escuela de Arquitectura de Barcelona, en el Primer Salón de Escultura Contemporánea de Barcelona, en la Kunsthalle de Núremberg y en el Kunstmuseum Boymans de Róterdam. Además, realiza una escultura monumental en Miami conmemorando el descubrimiento de América. Al año siguiente es invitado a participar en la Bienal de Amberes.
En 1970 se casa con Magdalena, fijando su residencia en La Sala, pequeño pueblo en el corazón del Ampurdán. Allí realiza una exposición en el Castillo-palacio de la Bisbal. Al cabo de unos años se trasladan a Corçà.

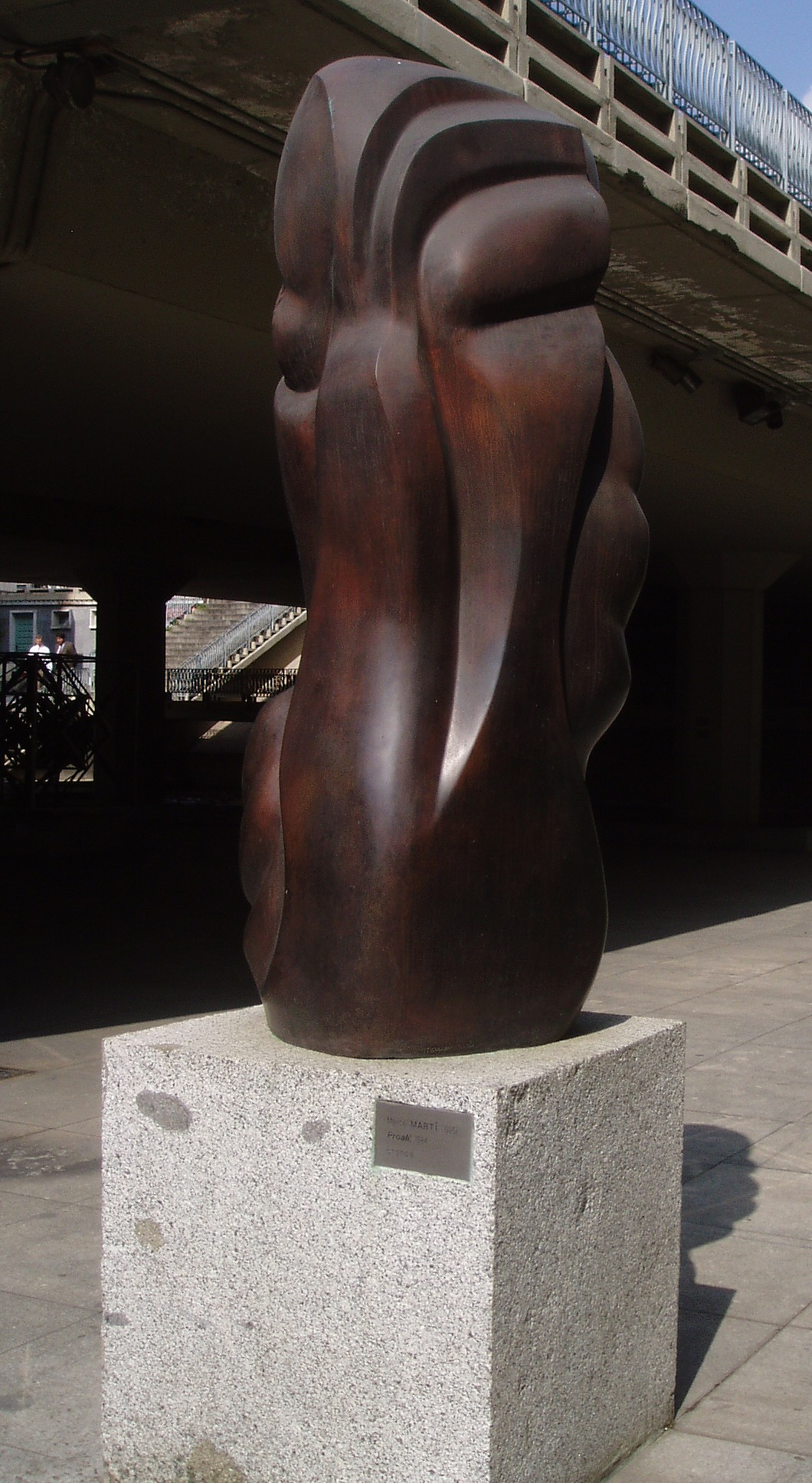
Proalí, en el Museo de Escultura al Aire Libre de la Castellana en Madrid.

Contribuye al Museo de Escultura al Aire Libre de la Castellana de Madrid con su obra Proalí. En 1973 concurre con una obra en la I Exposición Internacional de Escultura en la Calle de Santa Cruz de Tenerife. Participa en la Exposición Nacional de Escultura Contemporánea de Gerona y en el Salón de Mayo de París, donde presenta una obra de gran tamaño y peso que sin embargo desapareció mientras se hallaba expuesta.
Es seleccionado para "Art 73", exposición antológica de artistas españoles en la Fundación March de Madrid. Forma parte en la "II Mostra Provincial d'Art" realizada en la Fontana d'Or de Gerona y en una colectiva de Baracaldo. En 1974 realiza una gran escultura para la Autopista del Mediterráneo, entre Gerona y Barcelona. También ese año colabora en la I Exposición Internacional de Escultura en la Calle de Santa Cruz de Tenerife.
Participa en "One Man Show" en la Feria de Arte de Basilea de 1977, con la Galería René Metras. Colabora además con el Museo Internacional de la Resistencia Salvador Allende, exposición itinerante que llega a España a través de la Fundación Miró de Barcelona y la Galería Juana Mordó de Madrid. Ese año nace su hija Elisenda. 
En 1979 realiza una escultura monumental para el Observatorio de Calar Alto, en Almería. Participa en "L'amnistia a l'Uruguai", realizada en la Fundación Miró de Barcelona. Decide instalarse en Peratallada, donde vive y tiene su estudio.  

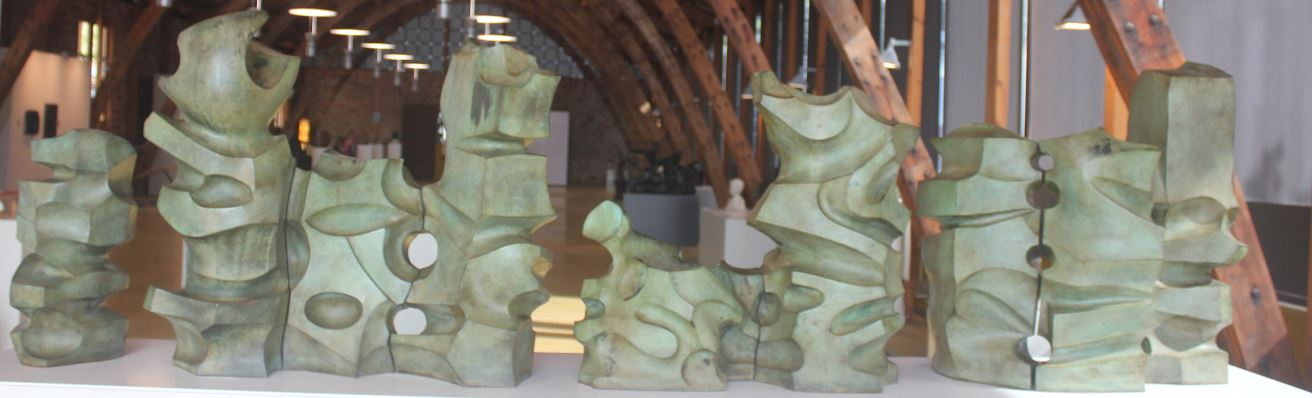
Les Medes, colección Lluís Bassat

En 1982 participa en "One Man Show" con la Galería 3 i 5 de Gerona en la primera edición de ARCO. Con motivo de los Mundiales de Fútbol organizados en España ese mismo año, se realiza la exposición "Dotze Escultors", de la que forma parte; asimismo también interviene en "Arts Plàstiques 50-80" de Expocultura en Barcelona, y en la "I Mostra d'Escultura Contemporània" en Gerona. 
Expone individualmente en la Galería Cadaqués, en 1984. La Galería Serie-Disseny de Barcelona organiza en 1985 "Els Tallers", donde participa junto a Xavier Corberó, Joan Mora, Subirachs y Emilia Xargay. También participa en "Pintors i Escultors Catalans de la Segona Avantguarda ", organizada en el marco de los actos conmemorativos de "Catalunya 1.000 anys". Esta muestra viaja a Estrasburgo, Viena, Osaka, Tokio y Nueva York. 
Durante los años ochenta realiza diferentes esculturas monumentales: en la plaza Salvador Allende de Barcelona (1984), el "Homenaje a Laureano Miró" en Esplugas de Llobregat (1985) y el "Monument a la Sardana" en la La Bisbal del Ampurdán. En 1989 realiza una obra para la Rambla de Xavier Cugat en Gerona, otra para la N-II entre Gerona y Figueras, y otra con motivo del Milenario de Cataluña, en Vich.
En 1991 realiza dos esculturas de gran tamaño: una para Codorníu, en Napa Valley, California y otra para las Autopistas del Garraf, en Barcelona. Participa en "Catalan Painters and Sculptors the Second Vanguard", en Napa Valley; en "Journées Catalanes à Tunisie”, en Túnez; en el Fondo de Arte de la Generalidad y en "Les Avant-Gardes de la Sculpture : La Catalogne ", en el Espace Culturel du Pin Galant, en Mérinhac, Francia. 
Durante la Exposición Universal de Sevilla, se realiza una exposición de su obra en el Pabellón de Cataluña.

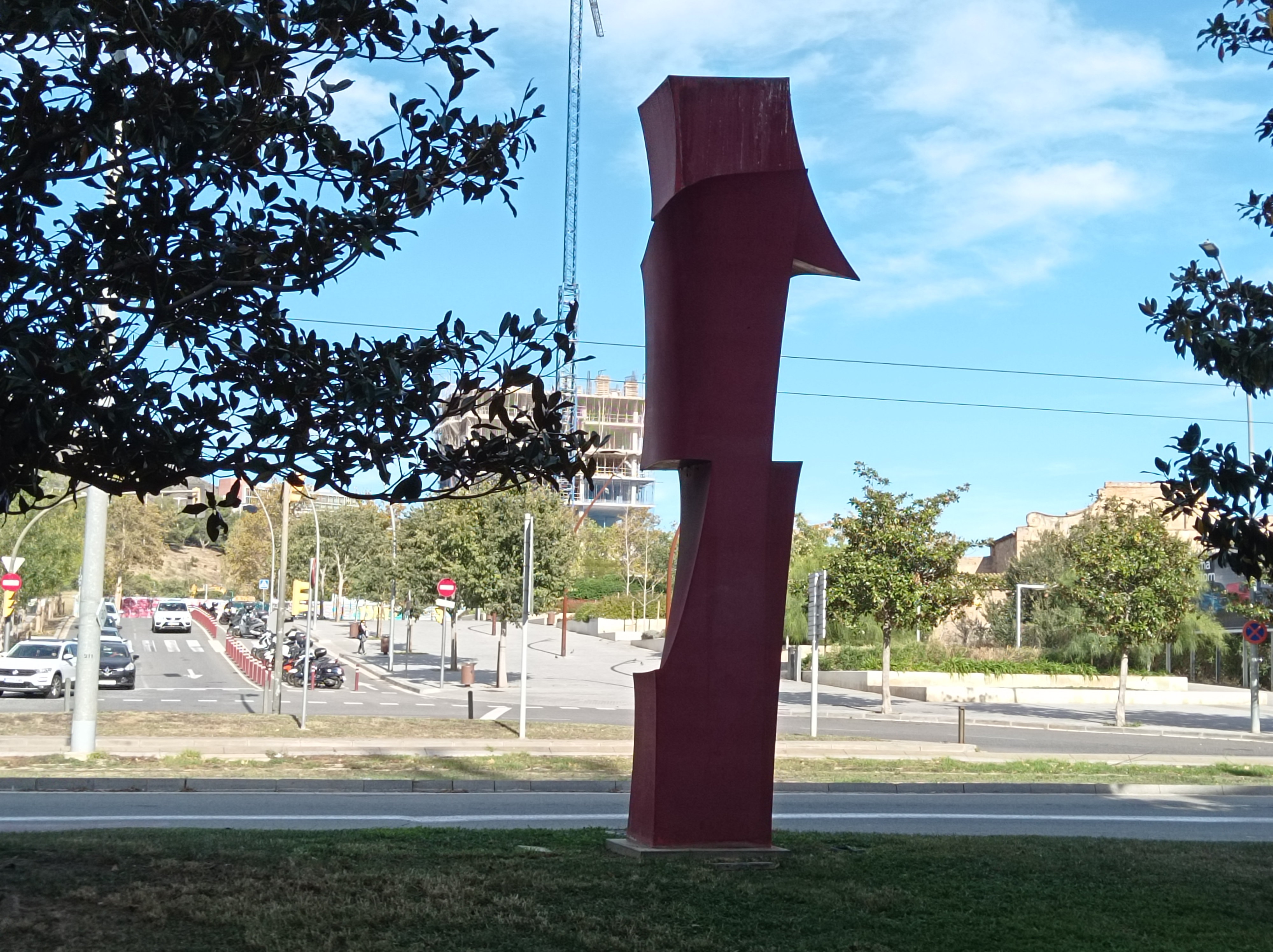
Homenaje a Laureà Miró (1985), Esplugas de Llobregat

El 11 de agosto de 2010, Marcel Martí fallece en el municipio de Palafrugell a la edad de 85 años.

## Características de su obra
Las primeras pinturas exploraron el realismo pictórico con tendencia al expresionismo, con un carácter tridimensional que tenía que llevar-lo inevitablemente a la escultura. 
Inició su etapa escultórica con la figuración, estilizando las figuras y reduciéndolas poco a poco a aquello esencial, depurando las formas en un camino que inequívocamente lo llevaría a la abstracción.
Pese a sus incursiones en la abstracción geométrica y sus contactos con el neoconstructivismo en sus obra primera, Marcel Martí es considerado un escultor ligado al informalismo por el carácter expresionista de sus obras. Pese a la influencia de los grandes escultores contemporáneos como Moore, Zadkine o Julio González rápidamente sus esculturas toman un camino de búsqueda personal que no deja lugar a la categorización más allá de sí mismo. En sus esculturas emplea los más diversos materiales: el hierro, el bronce, la piedra caliza, el mármol, la arcilla, la madera, el polimetacrilato o el acero corten. Sus obras más características son esculturas orgánicas que reflejan su personal y metafísica visión de la naturaleza y el mundo, la vida y su percepción en un sentido cósmico. Expresión última y esencial de un universo perceptivo personal. En ellas se combinan elementos cóncavos y convexos con líneas cada vez más sencillas y depuradas, quedando patente la importancia del volumen y la búsqueda de la perfección en la factura.